# Hastalidia plana
Hastalidia plana är en insektsart som beskrevs av Nielson 1996. Hastalidia plana ingår i släktet Hastalidia och familjen dvärgstritar. Inga underarter finns listade i Catalogue of Life.